# Papillifera bidens
Papillifera bidens is een slakkensoort uit de familie Clausiliidae. De wetenschappelijke naam is gepubliceerd in 1758 door Linnaeus in de tiende editie van Systema naturae.